# Chikkayemmiganur Kaval, Holalkere
Chikkayemmiganur Kaval là một làng thuộc tehsil Holalkere, huyện Chitradurga, bang Karnataka, Ấn Độ.